# 王熊慧英
王熊慧英（1925年—2017年12月21日），出生於江蘇省六合縣，為家中長女，父親是軍醫。六合瓜埠小學畢業後，就讀南京翰林中學，因抗戰中斷學習。後畢業於江西南昌女中、上海市立幼稚師範專修科。創辦從幼稚園、小學至中學的小班制小型實驗學校奎山學校，為台灣幼教專家及教育家。夫婿為台灣前國防部總政治作戰部主任王昇將軍。

## 教育生涯
- 1948-1955 來台先任職於臺灣省教育廳，並獲聘臺灣省立臺北女子師範學校（今臺北市立大學博愛校區）附設幼稚園主任，兼任幼稚師範科的教師，教授「幼稚園行政與設備」，帶領學生實習。
- 1955-1963 主持台銀附設幼稚園。
- 1963 創辦奎山學校由綜合性的從幼稚園起，經小學而至中學的小班制小型實驗學校。
- 1968-1973 開辦奎山高中與高職兒童福利科
- 1973-1980 創辦中國文化大學兒童福利系與研究所
- 1970-1984 於實踐家專任教
- 1971-1973 於淡江文理學院任教
- 1979 受聘國立台灣師範大學教育學系兼任副教授
- 1990 成立人格建構工程學研究基金會

## 教育主張及建樹
- 1953年出版《幼兒活動單元教材教法》推廣上海國立幼稚師範專科學校校長陳鶴琴所提倡的「五指教學法」，共包含四十九個教學單元。
- 創辦奎山實驗學校，為中學、國小、幼稚園十一年一貫教育先驅。
- 1967年開始靈修教育，學生每天都要在黑板一側抄錄一句聖經經文，每週有一堂福音課，中午吃飯值日生要帶全班做謝飯禱告。
- 王熊慧英認為：師生比例、教師專業程度、教育環境、教學法構成課程的教育結果。
- 奎山學校的學生和老師都稱王熊慧英為王媽媽，從建校初王媽媽就堅持小班小校，設定從幼稚園到國中，每年級兩班每班不收超過二十五個人。雖然小班小校不符經濟效益，私校學費有上限，但是王媽媽四十年來堅持不擴班、不加收學生，不願成為以營利為目的的「學店」。
- 奎山非常重視古文古詩，每月都有詩詞創作及詩畫比賽，每學期都好幾次校外教學。自2002年起改學制為雙語教程，減少古典中文教學。

## 家庭與信仰
篤信基督教，辦學奎山中學明白宣示：學校以基督為中心，教導學生認識神、跟隨神、有分神聖潔的性情與素質，彰顯見證神的榮耀。我們的使命是維護學生權益，建構人格基模，奠定深造基礎。
與王昇將軍結婚後育有一子王立天。王昇出使巴拉圭後，才接受基督教受洗。

## 外部連結
- 奎山學校   野孩子才有春天[永久]
- 談台彎1960年代熊慧英的社會化統整性活動課程 國立政治大學幼兒教育研究所倪鳴香博士 2011寧波張雪門教育思想國際研討會
- 奎山學校簡史 （页面存档备份，存于）
- 奎山學校使命 （页面存档备份，存于）
- 奎山學校 野孩子才有春天[永久]
- 奎山同學會 （页面存档备份，存于）
- 關於台北市天母的奎山學校 （页面存档备份，存于）